# ألخيرداس جوليان غريماس
ألخيرداس جوليان غريماس (الروسية: Algirdas Julien Greimas) ولد عام 1917 بتولا في روسيا وتوفي في باريس بفرنسا عام 1992.لساني وسيميائي من أصل ليتواني. يعد مؤسس السيميائيات البنيوية انطلاقا من لسانيات فرديناند دي سوسير ويلمسليف. كان منشط «مجموعة البحث اللساني-السيميائي» بمدرسة الدراسات العليا في العلوم الاجتماعية ومدرسة باريس السيميائية.